# Liste der Naturdenkmale in Kordel (Eifel)
Die Liste der Naturdenkmale in Kordel nennt die im Gemeindegebiet von Kordel ausgewiesenen Naturdenkmale (Stand 3. Juni 2024).

## Naturdenkmale
| Nr.         | Bezeichnung                         | Lage                                                           | Beschreibung | Bild                                    |
| ----------- | ----------------------------------- | -------------------------------------------------------------- | --- | --------------------------------------- |
| ND-7235-400 | Hochzeitseiche                      | östlich des Ortes an der K 29; Abteilung Auf der Geich Lage    | Quercus sp., zwischen 1600 und 1700 gekeimt, 20 m hoch bei 4,15 Brusthöhenumfang und 21 m Kronendurchmesser (Stand 1991) | Direkt Bild zu diesem Denkmal hochladen |
| ND-7235-401 | Eiche im Taurengrund                | östlich des Ortes; Abteilung Im hintersten Steinkopf Lage      | Quercus sp. | Direkt Bild zu diesem Denkmal hochladen |
| ND-7235-403 | Elterley                            | südlich des Ortes; Abteilung Auf der Huhburg Lage              | langgestreckte Sandsteinfelsenklippe, ca. 1,2 km                                                                         | Direkt Bild zu diesem Denkmal hochladen |
| ND-7235-404 | Klausenhöhle                        | südlich des Ortes; Abteilung Im Reigraben auf der Geislei Lage | Sandsteinhöhle | mehr Fotos \| Fotos hochladen           |
| ND-7235-405 | Geyersley                           | südlich des Ortes; Abteilung Im Reigraben auf der Geislei Lage | langgestreckte Sandsteinfelsenklippe                                                                                     | Fotos hochladen                         |
| ND-7235-406 | Spitzley                            | südlich des Ortes; Abteilung Im Ramsteinerkopf Lage            | Sandsteinfelsenklippe | Direkt Bild zu diesem Denkmal hochladen |
| ND-7235-428 | Genovevahöhle                       | südlich des Ortes; Abteilung Hinter der Huhburg Lage           | Sandsteinhöhle | mehr Fotos \| Fotos hochladen           |
| ND-7235-429 | Kutlei                              | südlich des Ortes, oberhalb des Kutbachtals Lage               | langgestreckte Sandsteinfelsenklippe, ca. 1,5 km                                                                         | Direkt Bild zu diesem Denkmal hochladen |
| ND-7235-430 | Korpeslei                           | südlich des Ortes; Abteilung Im Riemenberg Lage                | Sandsteinfelsen | Direkt Bild zu diesem Denkmal hochladen |
| ND-7235-431 | Felsen unter der Fitscherheldkanzel | südöstlich des Ortes; Abteilung Im Riemenberg Lage             | Sandsteinfelsen | Direkt Bild zu diesem Denkmal hochladen |
| ND-7235-436 | Schwarzlei                          | nördlich des Ortes; Abteilung Auf der Schwarzley Lage          | Sandsteinfelsen | Direkt Bild zu diesem Denkmal hochladen |
| ND-7235-446 | Hochburg                            | südlich des Ortes; Abteilung Auf der Huburg Lage               | Abschnittswall der Hunsrück-Eifel-Kultur, darin frühmittelalterliche Befestigung; flächenhaftes Naturdenkmal, ca. 3,7 ha | Fotos hochladen                         |

## Ehemalige Naturdenkmale
| Nr. | Bezeichnung    | Lage                                                  | Beschreibung              | Bild                                    |
| --- | -------------- | ----------------------------------------------------- | ------------------------- | --------------------------------------- |
|     | Froschlei      | nördlich des Ortes; Abteilung Im Neuenberg Lage       | Sandsteinfelsen; gelöscht | Direkt Bild zu diesem Denkmal hochladen |
|     | Lohmühlenhöhle | westlich des Ortes; Abteilung Oben im Latzenberg Lage | Sandsteinhöhle; gelöscht  | Direkt Bild zu diesem Denkmal hochladen |